# Enrico VI, parte I
Enrico VI, parte prima (King Henry VI, Part I) è un dramma storico di William Shakespeare.
Con quest'opera si apre, anche da un punto di vista semplicemente cronologico (la sua stesura è fatta risalire dagli studiosi agli anni 1588-1592), la lunga e complessa produzione shakespeariana.
Il dramma storico, basato sulla vita del monarca Enrico VI d'Inghilterra, si compone di altre due parti: l'Enrico VI, parte II e l'Enrico VI, parte III; ma allo stesso tempo è il primo capitolo della tetralogia minore del Bardo assieme a Riccardo III.
È il dramma del potere, indagato nei suoi aspetti più torbidi e oscuri, vissuto come fatalità e maledizione - come testimonia la maledizione contro gli inglesi di Giovanna d'Arco sul rogo, nella quarta scena del V atto - che incombe come una cappa asfissiante non solo su chi se lo ritrova a gestire senza averlo cercato (come appunto Enrico VI) ma anche su coloro la cui vita è presentata invece come un'interminabile sforzo per raggiungerlo, agguantarlo e mantenerlo. Il tema del peso del potere è un elemento centrale, che continua a svilupparsi nelle successive parti dell'opera.
(Enrico VI, parte II - Atto 4, scena 9)
Shakespeare, non ancora trentenne, dimostra di ben conoscere gli arcana imperii, i meccanismi segreti del governo e delle lotte di potere, le logiche spietate che presiedono alle alleanze e ai tradimenti, alle promesse di fedeltà eterna e ai repentini spergiuri, alle richieste di perdono o di pietà da parte dei vinti e alla sete di vendetta dei vincitori.
Il sottofondo di ogni vicenda è quello eterno della lotta fratricida di Caino che colpisce suo fratello Abele (evocata esplicitamente da Winchester nella scena terza del primo atto) e delle inevitabili tristi conseguenze che questo delitto originario riproduce nella storia senza mai trovare redenzione, come un veleno versato alla sorgente di un fiume e che mai si diluisce o dissolve durante il suo corso, mantenendo intatti nel tempo il suo potere letale e la sua capacità di infettare le valli che attraversa; forse, soltanto quando le acque sfoceranno e si disperderanno nel mare aperto, alla fine della storia umana, questo veleno perderà la sua concentrazione mortale.

## Trama
Nella prima parte assistiamo alle celebrazioni per la morte prematura di Enrico V (padre di Enrico VI), grande re e condottiero, che con la battaglia di Azincourt (1415) aveva piegato a sé la Francia e poi riportato alla corona inglese tutta la Normandia. L'evento inatteso inaugura per l'Inghilterra un periodo di incertezza e di torbidi politici.
(Atto I, Scena 1)
Ma la ribellione e la riscossa delle forze francesi, (“Tristi notizie vi porto dalla Francia, di perdite, di stragi e di sconfitte; la Guienna, la Sciampagna, Reims, Orléans, Parigi, Guysors, Poitiers, sono tutte perdute”, Atto I, Scena 1) alla cui guida vediamo una figura di Giovanna d'Arco non valorizzata da Shakespeare, (scriveva per un uditorio inglese, certamente non ben disposto verso la pulzella d'Orléans), sono solo la conseguenza esteriore, non la causa del problema; questa infatti va individuata in un fattore interiore, cioè nelle discordie, nell'odio, nelle rivalità meschine che crescono come un tumore negli animi della nobiltà inglese e da qui si trasmettono nel popolo.
Storicamente, questi torbidi sono rappresentati dalla cosiddetta Guerra delle due rose, e appunto nella scena 4 del secondo atto viene descritta plasticamente l'origine di tale rivalità tra le opposte fazioni degli York e dei Lancaster, in una contesa che si protrarrà sanguinosamente per oltre trent'anni:
(Atto II, scena 4 e Atto III, scena 1)
Sullo sfondo di questa crisi drammatica, Enrico VI è il re, ma la sua figura è quella di chi il potere regale lo subisce invece che esercitarlo. Già la sua ascesa al trono d'Inghilterra all'età di appena nove mesi aveva qualcosa di innaturale; la sua incoronazione a re di Francia (procuratagli da un'accorta politica dinastica predisposta da suo padre Enrico V, che aveva sposato Caterina di Valois figlia di Carlo VI di Francia, Delfino e poi re di Francia) era avvenuta quando aveva 9 anni (nel 1430 a Parigi) e il regno di Enrico VI fu necessariamente un lungo periodo di reggenza, di governo per interposta persona (quella dei Lord Protettori); e Shakespeare fa commentare ad uno dei suoi personaggi: “ grave quando lo scettro è in mano di un fanciullo”.
Enrico VI è giovane e non ama la guerra; la sua indole meditativa ed introversa, come egli stesso ammette lo rende inadatto al suo ruolo, dati i tempi; la sua figura tragica è quella di chi vive credendo nella buona fede di quelli che lo circondano, sicuro che tutti siano come lui e quindi vogliano indefettibilmente il bene e rifiutino sempre e comunque il male. Ma il mondo non funziona così. Persino la sua intimità, la sua vita sentimentale è pregiudicata dall'inganno: il conte Suffolk gli propone in matrimonio la bella Margherita, di cui però egli stesso è invaghito e di cui si propone di fare la sua amante nonché la leva per la sua ascesa al potere, una volta condottala alla corte d'Inghilterra dalla nativa Francia